# 相公庄村 (章丘市)
相公庄村，中华人民共和国山东省济南市章丘市高官寨镇所辖的一个行政村。全行政村人口414户、1523人。耕地面积3736亩。行政区划代码370181114213。